# Bunte Stacheltaschenmaus
Die Bunte Stacheltaschenmaus (Heteromys pictus, Synonym: Liomys pictus) ist eine Art der Stacheltaschenmäuse. Sie kommt in mehreren Unterarten im westlichen und südlichen Mexiko bis in den Westen von Guatemala vor.

## Merkmale
Die Bunte Stacheltaschenmaus erreicht eine Kopf-Rumpf-Länge von durchschnittlich 11 Zentimetern und der Schwanz wird etwa 9,1 bis 16,8 Zentimeter lang, das durchschnittliche Gewicht beträgt etwa 30 bis 80 Gramm und die Hinterfußlänge 22 bis 35 Millimeter. Es handelt sich um eine vergleichsweise kleine Art innerhalb der Gattung und die Männchen sind in der Regel etwas größer als die Weibchen. Das Fell der ausgewachsenen Tiere ist rau und beinhaltet einzelne versteifte, stachelähnliche Haare auf dem Rücken und an den Körperseiten. Das Rückenfell ist rotbraun gefärbt und wird normalerweise durch einen ockerfarbenen Bereich von der weißen Bauchseite abgegrenzt. Die Haare des Rückenfells sind nicht lockig und überdecken die stachelartigen Haare kaum.
Die vorderen Bereiche der Sohlen der Hinterfüße sind spärlich behaart und sie besitzen meist sechs, seltener fünf, Tuberkel. Die Kralle der zweiten Zehe der Hinterfüße ist löffelartig ausgebildet, wobei es sich wahrscheinlich um eine Anpassung an grabende Tätigkeiten handelt. Der Schwanz ist leicht behaart und an der Oberseite dunkler als an der Unterseite.
Die Molaren haben Kronen mittlerer Höhe und die Prämolaren sind niedriger ausgebildet. Die Paukenhöhlen sind nur leicht abgeflacht. Der Karyotyp besteht aus 2n = 48 Chromosomen (FN=66).
In Regionen, in denen die Bunte Stacheltaschenmaus sympatrisch mit der Mexikanischen  (Heteromys irroratus) oder der Jalisco-Stacheltaschenmaus (Heteromys spectabilis) vorkommt, ist sie im Vergleich zu diesen deutlich kleiner und unterscheidet sich in der Färbung. In Regionen, in denen sie gemeinsam mit der Mittelamerikanischen Stacheltaschenmaus (Heteromys salvini) vorkommt, ist sie von dieser durch ihre größere Größe und die Fellfärbung sowie die ungelockten Haare zu unterscheiden.

## Verbreitung

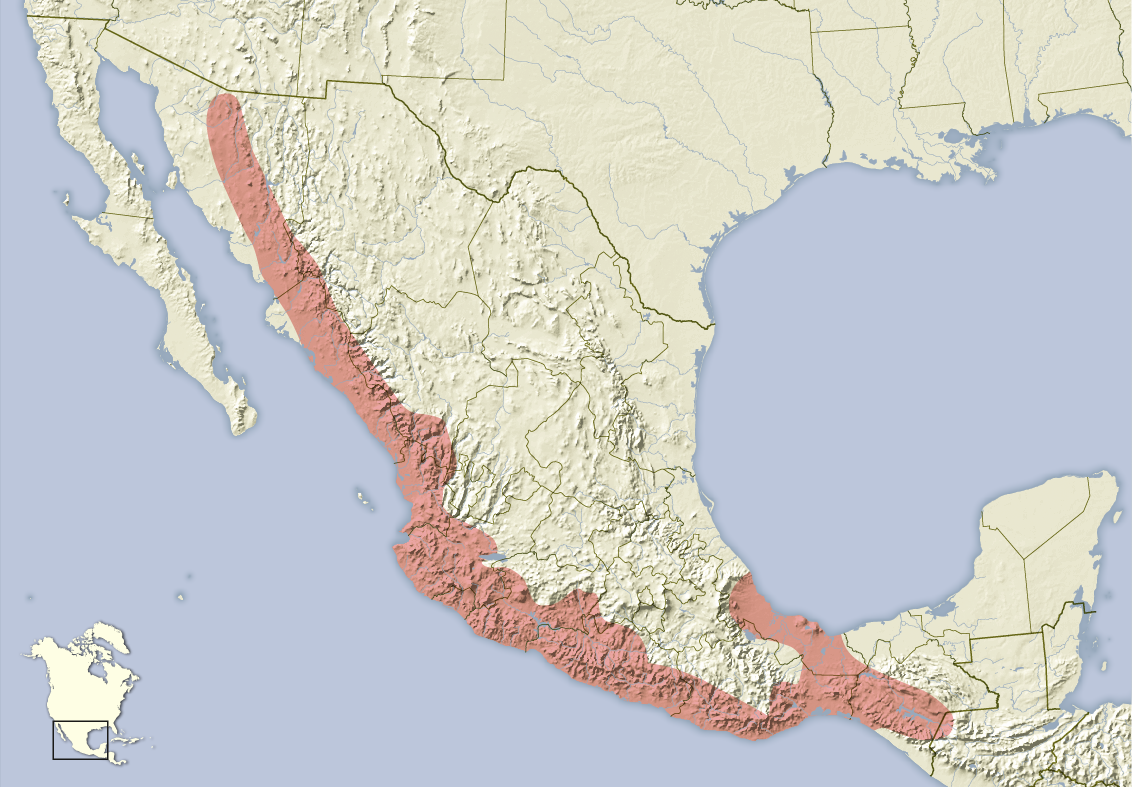
Verbreitungsgebiet der Bunten Stacheltaschenmaus

Die Bunte Stacheltaschenmaus kommt in mehreren Unterarten im westlichen und südlichen Mexiko bis in den Westen von Guatemala vor. Die Höhenverbreitung reicht vom Meeresspiegel bis in Höhen von 2400 Metern.

## Lebensweise
Die Bunte Stacheltaschenmaus lebt in verschiedenen Lebensräumen von den ariden Gebieten der Sonora-Wüste über trockene Tropenregionen entlang der Ost- und Westküste bis in die Nebelwaldregionen der mexikanischen Gebirgszüge in  Guerrero und Oaxaca bis in Höhen von 2400 Metern. Meist ist die Art begrenzt auf relativ trockene Waldgebiete, kommt jedoch dort in der Regel in der Nähe feuchterer Habitate im Bereich von Flüssen vor. In Regionen, in denen die Bunte Stacheltaschenmaus sympatrisch mit der Mexikanischen Stacheltaschenmaus vorkommt, lebt sie in den feuchteren Flachlandregionen. In den Nebelwaldgebieten von La Cima in Oaxaca, in denen beide Arten vorkommen, unterscheiden sich die Habitate nicht.
Die Tiere sind nachtaktiv und leben am Boden. Sie bauen Nester, deren Eingänge häufig mit Blättern oder anderem Pflanzenmaterial sowie mit Erde abgedeckt werden. Sie sind ganzjährig aktiv und ernähren sich vor allem von Samen, daneben jedoch auch von grünen Pflanzenteilen und Insekten. Dabei überwiegen Samen von Akazien (Acacia), Feigen (Ficus), Winden (Convolvulus) und Mesquiten (Prosopis). Sie transportieren die Nahrung in ihren fellausgekleideten Backentaschen und lagern sie in ihren Bauen. Die Tiere brauchen zudem Zugang zu Wasser.
Die Tiere sind solitär und die Männchen verpaaren sich mit mehreren Weibchen, wobei es kaum zu Paarbindungen kommt. Sie besiedeln Territorien, in denen die Männchen und Weibchen getrennt leben. Die Besiedlungsdichten fluktuieren und liegen zwischen 5 und 30 Tieren pro Hektar. Der Wurf der Tiere besteht aus drei bis neun Jungtieren, wobei die Fortpflanzungszeit über das gesamte Jahr mit Ausnahme des Beginns der Trockenheit stattfindet.

## Systematik

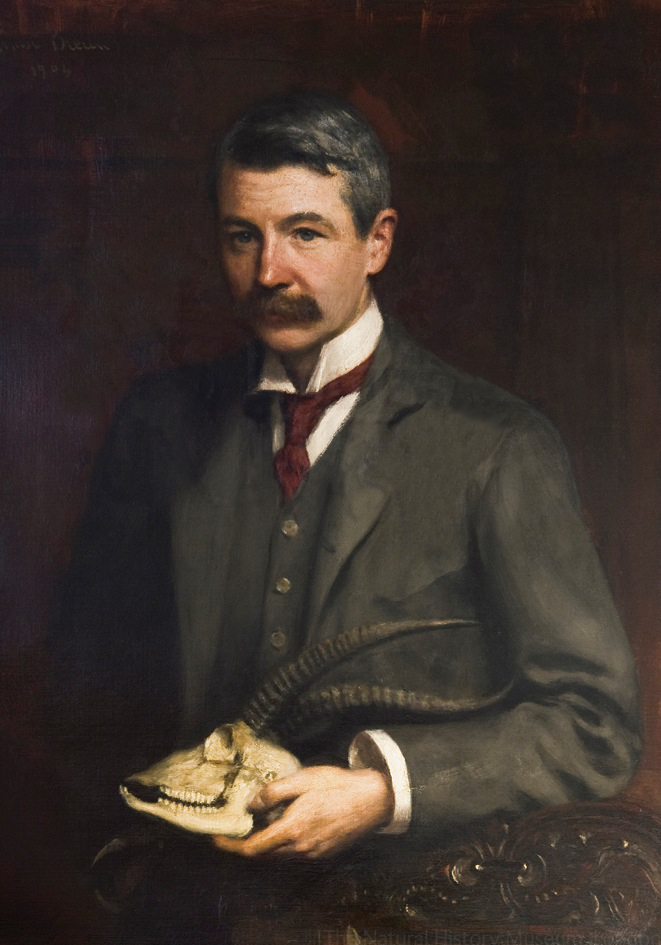
Der britische Zoologe Oldfield Thomas beschrieb die Art im Jahr 1893.

Die Bunte Stacheltaschenmaus wird als eigenständige Art innerhalb der Gattung der Stacheltaschenmäuse (Heteromys) eingeordnet, die aus 16 Arten besteht. Die wissenschaftliche Erstbeschreibung stammt von Oldfield Thomas aus dem Jahr 1893, der die Art anhand von Individuen aus San Sebastián del Oeste im Bundesstaat Jalisco einführte. Thomas ordnete die Art bereits in der Erstbeschreibung in die Gattung Heteromys ein, später wurde sie gemeinsam mit weiteren Arten der Gattung Liomys zugeordnet, die heute als paraphyletisch betrachtet wird und aufgelöst wurde. Innerhalb der Gattung bildet die Bunte Stacheltaschenmaus eine Artengruppe mit der Mexikanischen Stacheltaschenmaus (Heteromys irroratus) und der Jalisco-Stacheltaschenmaus (Heteromys spectabilis).
Innerhalb der Art werden gemeinsam mit der Nominatform vier Unterarten unterschieden:
- Heteromys pictus pictus Thomas, 1893: Nominatform; die Form lebt in weiten Teilen des westlichen, südlichen und südöstlichen Mexikos sowie im Westen von Guatemala.
- Heteromys pictus annectens  Merriam, 1902: Diese Form kommt in der Sierra Madre del Sur in Oaxaca und Guerrero vor.
- Heteromys pictus hispidus J.A. Allen, 1897: Diese Form lebt im nordwestlichen bis westlichen Mexiko im Bereich der Sonora-Wüste bis Nayarit und dem zentralen Jalisco.
- Heteromys pictus plantinarensis Merriam, 1902: Diese Form ist auf die Becken- und Talgebiete im südlich-zentralen Mexiko im Südosten von Jalisco, dem zentralen Michoacán und dem nördlichen Guerrero begrenzt.

Untersuchungen molekularbiologischer Daten der mtDNA legen nahe, dass die Zusammenfassung der drei Unterarten innerhalb der Art paraphyletisch in Bezug auf die Jalisco-Stacheltaschenmaus (Heteromys spectabilis) ist und Heteromys pictus hispidus näher verwandt mit dieser als mit den anderen Unterarten ist.

## Status, Bedrohung und Schutz
Die Bunte Stacheltaschenmaus wird von der International Union for Conservation of Nature and Natural Resources (IUCN) als „nicht gefährdet“ (least concern) eingeordnet. Die Lebensräume in den Waldgebieten sind abnehmend und man geht davon aus, dass auch die Bestandsgrößen der Art rückläufig sind, potenzielle bestandsgefährdende Bedrohungen sind jedoch nicht bekannt.

## Belege
1. 1 2 3 4 5 6 7 8 9 10 11 12 13  Painted Spiny Pocket Mouse. In: David J. Hafner: Subfamily Heteromyoninae, Genus Heteromys. In: Don E. Wilson, T.E. Lacher, Jr., Russell A. Mittermeier (Herausgeber): Handbook of the Mammals of the World: Lagomorphs and Rodents 1. (HMW, Band 6) Lynx Edicions, Barcelona 2016, S. 196–197. ISBN 978-84-941892-3-4.
2. 1 2 3  Heteromys pictus in der Roten Liste gefährdeter Arten der IUCN 2018. Eingestellt von: F. Reid, E. Vázquez, 2016. Abgerufen am 7. Januar 2019.
3. 1 2 3 4   Liomys pictus. In: Don E. Wilson, DeeAnn M. Reeder (Hrsg.): Mammal Species of the World. A taxonomic and geographic Reference. 2 Bände. 3. Auflage. Johns Hopkins University Press, Baltimore MD 2005, ISBN 0-8018-8221-4.
4. ↑  Duke S. Rogers, Victoria L. Vance: Phylogenetics of Spiny Pocket Mice (Genus Liomys): Analysis of Cytochrome b Based on Multiple Heuristic Approaches. Journal of Mammalogy 86 (6), 14. Dezember 2005; S. 1085–1094. doi:10.1644/04-MAMM-A-185R3.1
5. ↑  John C. Hafner, Jessica E. Light, David J. Hafner, Mark S. Hafner, Emily Reddington, Duke S. Rogers, Brett R. Riddle: Basal Clades and Molecular Systematics of Heteromyid Rodents. Journal of Mammalogy 88 (5), 18. Oktober 2007; S. 1129–1145. doi:10.1644/06-MAMM-A-413R1.1